# Trafikplats Linköping Norra
Trafikplats Linköping Norra, avfartsnummer 112, är en trafikplats på motorvägen på E4 utanför Linköping. Som namnet förtäljer ligger den norr om staden och här knyts E4.05 och länsväg 1136 an till E4, som passerar under en viadukt. Avfartsnumret på E4 är 112. Under mitten av 90-talet byggdes trafikplatsen delvis om. Alldeles intill Linköping Norra ligger Tornby köpcentrum med bland annat Ikea- och Biltemavaruhus.